# Élection présidentielle bissau-guinéenne de 1977
L'élection présidentielle bissau-guinéenne de 1977 a lieu au suffrage indirect le 13 mars 1977 afin d'élire le président de la Guinée-Bissau. C'est la première élection de ce type depuis l'indépendance du pays du Portugal. 
À l'époque, le pays était un État à parti unique sous l'égide du Parti africain pour l'indépendance de la Guinée et du Cap-Vert (PAIGC). L'Assemblée élit Luís Cabral au poste de président.